# Antonio Varisco
Antonio Varisco (Zara, 29 marzo 1927 – Roma, 13 luglio 1979) è stato un carabiniere italiano, assassinato in seguito ad un agguato rivendicato dalle Brigate Rosse.

## Biografia
Raggiunse il grado di Tenente Colonnello, e fu comandante del Nucleo traduzione e scorte del Tribunale di Roma.
Morì nel 1979, vittima di un attentato terroristico rivendicato dalle Brigate Rosse. Varisco viene ucciso alle 08:25 del 13 luglio mentre con la sua auto percorre il lungotevere Arnaldo Da Brescia. All'inizio delle indagini vi furono dubbi sulla matrice sia per l'arma usata, fucili a canne mozze caricati a pallettoni, sia per il particolare accanimento (furono esplosi ben 18 colpi), ma anche per l'uso di bombe fumogene per coprire la fuga. Nel 1982 il leader della "colonna romana", Antonio Savasta, si assumerà la responsabilità dell'omicidio. Nel 2004, dopo la cattura, anche Rita Algranati confesserà la sua partecipazione all'omicidio. Rimangono sconosciuti gli altri membri del gruppo di fuoco, che si suppone fosse composto da almeno cinque persone. È stato insignito della Medaglia d'oro al valor civile alla memoria. 

## Riconoscimento
Il comune di Roma gli ha intitolato una strada nei pressi del tribunale.
Alla sua memoria è dedicata la Sezione di Tivoli dell'Associazione Nazionale Carabinieri.